# Фритигерн
Фритигерн — вождь вестготов, правил приблизительно в 370 — 380 годах.
В условиях преследования христиан, которое развернул верховный вождь вестготов Атанарих с 369 до 372 года, Фритигерн, один из вождей вестготов, увидел, вероятно, возможность самому захватить верховную власть. Поэтому Фритигерн завязал отношения с императором Валентом, добился императорской поддержки в обмен на согласие перейти в арианство, и напал на Атанариха. Война эта, вероятно, велась где-то между 372 и 376 годами, но точных дат запутанное предание не сообщает.

## Расселение на римской территории
В 376 году под ударами гуннов Фритигерн отвёл часть вестготов к левому берегу Дуная, готовясь в случае неминуемой опасности переправиться в имперские области. Фридигерн отправил послов к императору Валенту с просьбой, чтобы он дал вестготам земли; в благодарность они обещали охранять границы Римской империи. При тогдашних обстоятельствах такая просьба вовсе не была необычной. И до этого римские императоры принимали и расселяли на своих землях варварские народы. И все же вступление в пределы империи целого племени создало тяжелые политические и экономические проблемы. Обеспечение столь большого количества переселенцев и их расселение также ставили перед римской администрацией чрезвычайно серьёзные задачи. Осознавал ли император Валент возможные последствия своих действий, когда соглашался на просьбу вестготов, нам неизвестно. В любом случае он мог рассчитывать на существенное увеличение военной мощи Империи, уже долгое время страдавшей от недобора новобранцев.
Как бы там ни было, но Валент дал позволение поселиться в Мёзии вестготам Алавива и Фритигерна. Хотя последний, как представитель христианской готской партии, вероятно, много ожидал от императора, может быть даже был связан с ним договором, и оба эти обстоятельства должны были идти на пользу его репутации, но кажется, что Алавив, о котором более ничего не известно, был князем более высокого ранга. Только после его смерти Фритигерн получил власть над всеми принятыми в Римскую империю вестготами.
Осенью 376 года племя воинственных вестготов, с женами и детьми (примерно 8000 воинов, а всего около 40 000 человек) перешли через Дунай у Дуростора (совр. Силистрия). Прокормление множества людей привело к большим трудностям. К тому же римские сановники Лупицин и Максим обошлись с ними очень бесчеловечно. Их принуждали покупать по непомерным ценам съестные припасы и притом часто самого худшего качества. Сначала готы, не имея наличных денег, платили одеждой, коврами, оружием и другими ценными предметами. Когда их средства истощились, они были вынуждены продавать в рабство даже своих детей. Напряжение, росшее среди готов, вынудило командующего римскими войсками во Фракии Лупицина направить часть своих отрядов для охраны готов. Эти мероприятия проводились в ущерб сплошной охране Дуная. Поэтому, по меньшей мере, три группы варваров, проход которым до сих пор был закрыт, бесконтрольно проникли в Римскую империю. Это были остготский союз трёх народов (готов, аланов и гуннов) Алатея и Сафрака, отряд Фарнобия, тоже, вероятно, состоящий из остготов, и дунайские тайфалы. Перейдя на южный берег Дуная, последние два отряда объединились, в то время как Алатей и Сафрак установили связь с Фритигерном.
В довершение всего Лупицин пригласил Алавива, Фритигерна и других готских вождей на обед в Маркианополь (совр. Девня). Они приняли приглашение. Но недоверие и, вероятно, неверная оценка ситуации вскоре привели к неконтролируемым действиям обеих сторон. Между свитами готских князей и римской стражей разгорелся спор, который сильно взволновал расположившиеся у города толпы вестготов. Те, кого не впустили в город, потребовали открыть ворота и обеспечить их продуктами. В ответ на это Лупицин приказал зарубить спутников готских князей. Во всеобщей суматохе Фритигерну удалось бежать, в то время как имя Алавива в последний раз упоминается в связи с этим пиром.

## Восстание вестготов

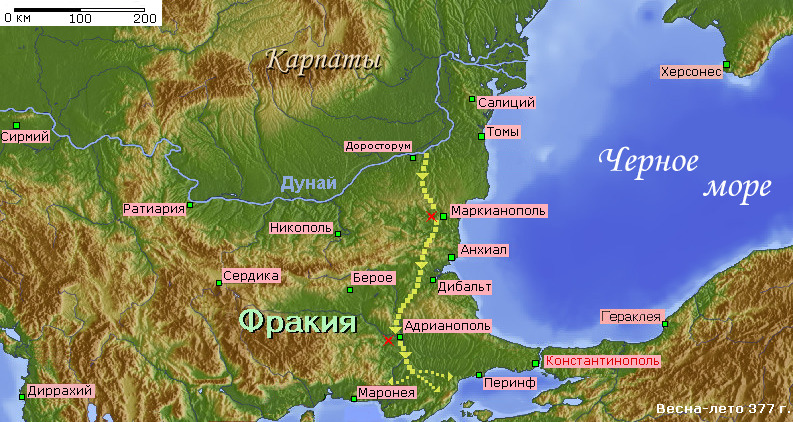
Начало Готской войны, весна — лето 377. Готы разбили под Маркианополем римлян и после неудачной осады Адрианополя разошлись для грабежа Фракии

Фритигерн встал во главе своих людей и начал открытый бунт. Горя мщением, готы с огнём и мечом двинулись по стране. В начале 377 года Лупицин поспешно собрал все свои войска, но в девяти милях от Маркианополя был разбит и бежал. Эффект от первой победы готов на земле империи оказался подобным набату. Теперь к Фритигерну присоединились фракийские рабочие горных рудников, лишённые средств к существованию, римские низы, рабы из числа готов и других варваров. Одновременно на сторону мятежников перешла и состоящая из вестготов римская воинская часть, под командованием Свериды и Колии. Не получив обещанную плату, они взбунтовались и, объединившись с отрядами Фритигерна, начали совместную осаду Адрианополя (совр. Эдирне), впрочем, безуспешную. Однако в мятеже участвовали не все готы Мёзии. Люди вестготского епископа Вульфилы ставили религиозное единство выше этнического и остались верными римлянам. Поэтому они подверглись нападению со стороны вестготов и едва успели спастись в горах.
Император Валент и его окружение не сразу осознали грозящей опасности. На фракийском театре военных действий появились командующий пехотой Траян и командующий кавалерией Профутур с частью тех отрядов, которые были развёрнуты в Армении. Своего племянника и соправителя Грациана Валент просил о поддержке с запада. В ответ на это прибыл Фригерид, опытный дукс (герцог) паннонской армии. Сначала казалось, что предпринятых мер вполне достаточно. Ещё до того, как прибыл Фригерид, несколько элитных частей армии Востока уже выполнили важную предварительную задачу и оттеснили готов в Добруджу и блокировали их там, ожидая, что голод быстро принудит мятежников к капитуляции. К имеющимся трём группам римских войск присоединилось несколько галльских частей, которыми руководил комит доместиков Рихомер. Однако римские отряды численно всё же ещё уступали готам, а, кроме того, руководство не пришло к единому мнению, как следует бороться с противником.

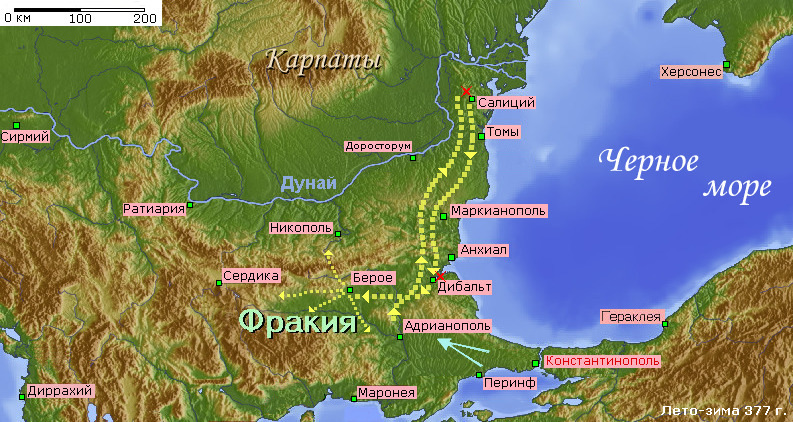
Готская война, лето — зима 377. Готы оттеснены из Фракии к нижнему Дунаю свежими силами римлян, там они под Салицием разбили римлян. Оттуда готы снова продвинулись в центр равнинной Фракии, где разошлись для грабежа

Вестготы встали у Салиция, окопались в укрепленном лагере (вагенбурге) и чувствовали себя в полной безопасности. Битва, которая состоялась в конце лета 377 года, также не принесла решающей победы ни одной из сторон. Оба противника понесли тяжёлые потери: готы целую неделю не покидали своего вагенбурга, в то время как римляне отошли к Маркианополю. Однако им удалось закрыть проходы через Балканы. Они также сконцентрировали свои запасы продовольствия в городах, которые так и остались недоступными для готов. Рихомер отправился в Галлию, чтобы получить там подкрепление. Полководец Фригерид также покинул театр военных действий и ожидал в Иллирии нового приказа своего императора Грациана. Валент послал Сатурнина, исполнявшего обязанности командующего конницей армии Востока, для поддержки Траяна и Профутура. Мероприятия по блокированию противника принесли свои плоды; казалось, что удастся взять готов измором в треугольнике между Дунаем, Балканами и Чёрным морем. В этом тяжёлом положении Фритигерн превосходно проявил себя. Он уговорил Алатея и Сафрака присоединиться к нему. Конница остготов, гуннов и аланов немедленно активизировала действия. Уже осенью 376 года первые контакты между ними и вестготами принесли успех. Очень скоро Сатурнин был вынужден сдать горные перевалы.
Последствия отступления римлян были тяжелейшими. Но так как, несмотря на это, Сатурнина не осуждали, то, как кажется, его позицию и невозможно было удержать. Таким образом, вся Фракия от Родопских гор до Чёрного моря оказалась во власти варваров, которые начали своего рода поход мести против римлян. У Дибальта (совр. село Дебелт), вблизи нынешнего Бургаса на Чёрном море готский разведывательный отряд настиг элитную римскую воинскую часть как раз в то время, когда она окапывалась. Её командир был убит, отряд уничтожен, впрочем, только лишь после того, как появилось более крупное готское конное соединение.
По приказу Грациана Фригерид, тогда, вероятно, произведённый в командиры иллирийскими войсками, снова вступил во Фракию. При Берое (совр. Стара-Загора), на важнейшей дороге, которая ведёт от перевала Шипка в долину Марицы, он попытался создать укреплённую линию. Готы со всех сторон стали стягивать силы к его позиции. Чтобы избежать окружения, иллирийский главнокомандующий очистил область вокруг Берои и во второй раз отступил на запад. На пути через горы римляне Фригерида настигли остгото-тайфальский конный отряд Фарнобия. Бой закончился гибелью Фарнобия и полным разгромом его воинов. Оставшиеся в живых, преимущественно тайфалы, сдались победителю.
Зимой 377/378 года Грациан хотел поспешить на помощь своему дяде Валенту, но его отвлекло вторжение алеманнов в Рецию. Между тем Фригерид укрепил горный перевал Сукци (так называемые Трояновы ворота) между Сердикой (совр. София) и Филиппополем (совр. Пловдив). В этот решающий момент проверенный полководец Фригерид был заменён на человека, который изменил в битве при Сукци (377 год). Последовали и изменения в верховном командовании армии Востока; явно бездарный Троян был смещён с поста командующего пехотой, но всё же остался при фракийской армии. Его преемником стал прибывший из Западной империи Себастьян (конец мая 378 года). В начале июня Себастьян начал операции в районе Ника, небольшого местечка в 22 км севернее Адрианополя. Здесь Себастьян сумел удачно произвести дерзкую атаку. Располагая двумя сотнями отборных воинов, он уничтожил готскую колонну, которая состояла в основном из грабителей-горнорабочих из провинции Родопа.

## Сражение при Адрианополе

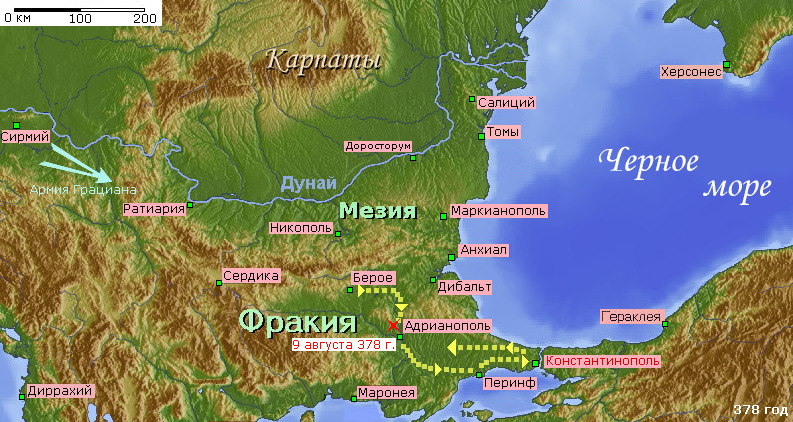
Готская война, лето 378. Готы разбили под Адрианополем римлян, затем после неудачной осады Константинополя рассыпались отрядами по Фракии и Мёзии.

Валент снарядил главное войско, чтобы окончательно изгнать захватчиков. Император Западной Римской империи Грациан пообещал свою помощь и двинулся со своей армией на Балканы. Фритигерн начал собирать своих готов у городка Кабиле. В середине июля 378 года Валент лично прибыл в Адрианополь (совр. турецкий город Эдирне). Тут его ожидали хорошие новости: успех Себастьяна, приближение Грациана, который, хотя и страдал от малярии, но уже вступил в Кастра-Мартис (совр. Кула в северо-западной Болгарии), и, кроме того, сообщение, что готы численностью лишь в 10 000 человек двигаются в направлении деревни Ника. Численность же армии Валента достигала 40 тысяч солдат. Возвратившийся из Галлии Рихомер передал настоятельную просьбу Грациана атаковать Фритигерна только после соединения двух имперских армий. Состоящий преимущественно из аланов отряд остготской конницы напал на легковооружённые отряды Грациана под Кастра Мартис и нанёс им некоторый урон. Исход боя в худшем случае воспринимался как небольшое поражение римлян. Но неожиданность, с которой враг напал и вновь исчез, заставляла задуматься об опасностях предстоящей борьбы.
И все же Валент вступил в бой, не дождавшись Грациана. Утром 9 августа 378 года имперская армия покинула Адрианополь, где под прикрытием стен остались обоз, государственная казна и имперские инсигнии. Готы ожидали римлян, как обычно, внутри своего вагенбурга и около него. Римляне должны были преодолеть 18 км под палящим солнцем с полной выкладкой, прежде чем после многочасового марша они вступили в первое соприкосновение с противником. Люди и животные страдали от голода и жажды, дорога была плохой, а, кроме того, готы подожгли сухую траву и кустарник, чтобы усилить жару первых послеполуденных часов. И тут в довершение всего римский передовой отряд обнаружил, что готы были гораздо многочисленнее, чем предполагалось до сих пор.
Едва началась битва, как молниеносная атака готской конницы решила исход сражения. Словно из засады остгото-аланские конники Алатея и Сафрака обрушились на правый фланг римлян и смяли его сбоку. Затем часть готской конницы вернулась назад, обошла римлян и напала на левое крыло, повторив свою тактику. В это время пехотинцы Фритигерна покинули вагенбург и атаковала противника с фронта. Окружённая со всех сторон римская армия была полностью разбита. На поле битвы пало две трети римского войска, оба военачальника Траян и Себастиан, и не менее тридцати пяти командиров высшего ранга; сам Валент, будучи ранен копьем, бежал на одно из окрестных поместий около Адрианополя, но был обнаружен и сожжён готами. Те кто спасся, были обязаны жизнью не в последнюю очередь тому обстоятельству, что битва началась под вечер и безлунная ночь затрудняла преследование. Западно-римский император Грациан явился со своими вспомогательными войсками слишком поздно и уже не смог предотвратить ужасного бедствия.

## События после победы
Готы никак не смогли использовать свою победу. С 10 по 12 августа 378 года они, несмотря на помощь предателей и перебежчиков, безуспешно штурмовали Адрианополь, где находилась императорская казна. Удержались также Филиппополь (совр. Пловдив) и Перинф (совр. Мармара Эреглиси), а движение на Константинополь изначально было обречено на неудачу. Единственного успеха готы добились под Никополем, гарнизон которого не хотел сражаться. Во всех других пунктах местные ополчения удержали укреплённые города. Готы не имели ни соответствующей материальной базы, ни опыта, чтобы брать города. Но в городах находились не только сокровища римлян, но и продовольствие, в котором готы остро нуждались. Народ снова стал голодать. Войско готов разбрелось по стране, превратившись в банды грабителей, всё сжигающих, убивающих и уводящих в плен на своём пути. Сложилась парадоксальная ситуация: выигранная битва расколола войско Фритигерна и ослабила его позиции. Фритигерн не мог ни собрать вместе свои войска, ни осуществить определённый план.
Правящие круги империи получили время для того, чтобы, несмотря на катастрофическую нехватку войск, предпринять меры, которые воспрепятствовали бы распространению готского мятежа. Так, главнокомандующий войсками Востока Юлий приказал захватить и перебить в одно и то же время подчинённые ему готские гарнизоны в Малой Азии, опасаясь, что они перейдут на сторону восставших. После смерти своего дяди Валента, Грациан 19 января 379 года назначил императором восточных стран своего полководца Феодосия. Новый император с редким умением исполнил свою задачу: подняв дисциплину войска и, избегая больших битв с готами, он, однако, заставил варваров прекратить опустошения; немало помогло ему и то, что в это время умер Фритигерн (ок. 380 года). Результатом политики Феодосия было то, что к 382 года вестготы успокоились, и разместились по Фракии на правах союзного народа.